# Fernando Alegría
Fernando Alegría (født 26. september 1918 i Santiago, død 29. oktober 2005) var en chilensk forfatter, lektor i spansk og filosofi og desuden doktor i litteratur. Han var ansat som professor ved de amerikanske universiteter University of California, Berkeley og Stanford University.

## Værker
- Lautaro, joven libertador de Arauco, 1943
- Amerika, amerikka, amerikkka, 1954
- Caballo de Copas, 1957

## Essays
- La poesía chilena. Orígenes y desarrollo del siglo XVI al XIX, 1954
- Breve historia de la novela hispanoamericana, 1959
- Las fronteras del realismo. Literatura chilena del siglo XX, 1962
- Gabriela Mistral, 1964
- Darío y los comienzos del modernismo en Chile, 1968